# 1932 Jansky
1932 Jansky eller 1971 UB1 är en asteroid i huvudbältet som upptäcktes den 26 oktober 1971 av den tjeckiske astronomen Luboš Kohoutek vid Bergedorf-observatoriet. Den har fått sitt namn efter den amerikanske astronomen Karl Guthe Jansky.
Asteroiden har en diameter på ungefär 5 kilometer och den tillhör asteroidgruppen Nysa.